# Tim Schouten
Tim Schouten (Mijdrecht, 11 december 1994) is een Nederlands theater- en televisieacteur en -presentator. 

## Biografie
Schouten groeide op in Mijdrecht als zoon van een gerberakweker en verhuisde op zijn negende naar Steenwijk (Overijssel). Hij studeerde in 2018 af aan de toneelschool in Utrecht (HKU) en volgde in 2019 de Masteropleiding in Muziektheater aan ArtEZ.

## Carrière
Schouten was twaalf seizoenen lang te zien als medepresentator in het kinderprogramma Checkpoint (EO/Zapp, van 2016-2021) en ook in de Pebblebox (Pebble/Ziggo TV). Verder speelde hij in diverse theatervoorstellingen, tv-programma's en commercials. Sinds 2019 staat Schouten met zijn eigen jeugdtheatergezelschap Dear T op diverse podia. Zijn werk kenmerkt zich door veel en open aandacht voor LHBTI-vraagstukken en religie.

## Filmografie

### TV
| Serie             | Rol        | Jaar        |
| ----------------- | ---------- | ----------- |
| Puppy Patrol      | Pim        | 2019        |
| Flikken Rotterdam | Levi Arens | 2019        |
| Checkpoint        | Testteam   | 2016 - 2021 |